# Канелюри
Канелюрите са успоредни вертикални жлебове, допиращи се странично един до друг, изработени обикновено по ствола на колона или пиластър, за да се открояват тези елементи по-добре на фона на стената. Названието произлиза от френската дума cannelure, означаваща „вдлъбнатина“, „жлеб“.

## Функции
Канелюрите възникват в Древен Египет още при третия етап от развитието на архитектурата в Старото царство. На всяка колона се вдълбават между 8 и 16 броя. Получават по-нататъшното си развитие в Древна Гърция и са характерни най-вече за античната архитектура. Гръцките строители използват канелюрите и техните светлосенки като средство за постигане на оптична илюзия, която дава възможност колоните винаги да изглеждат стройни и прави, въпреки че те се произвеждат с издутина в средата. Освен това канелюрите отвеждат дъждовната вода надолу и имат функцията „да извисяват погледа нагоре“.

## Изработка
При изработване на монолитните колони, началото и края на всяка канелюра се маркират още в каменоломната. Едва след като колоната се изправи и монтира, започва вдълбаването на канелюрите, като се работи от горе надолу. Поради примитивната техника на повдигане, транспортът и монтирането на всяка една колона представлява сериозна трудност. Затова през Класическия период стволът се изработва на парчета, които се монтират едно върху друго на място и едва тогава се вдълбават и канелюрите. В други случаи се изработват преди сглобяването на цялата колона, с което се улеснява монтажа на отделните блокове. Този процес изисква идеална обработка на допиращите се повърхности, така че хоризонталните фуги да остават максимално незабележими. Отделните части на ствола се свързват с дървени или метални втулки. Дървените се изработват от маслиново дърво, а металните – от желязо или бронз. Металните се прикрепват предварително, с помощта на разтопено олово, към по-горния елемент. Хоризонталните връзки между отделните елементи се изпълняват от дървени или метални П-образни скоби или с т.нар. лястовича опашка. Те също лягат в предварително подготвени легла и се заливат с разтопено олово.
Най-често краищата на канелюрите отгоре и отдолу завършват в малък полукръг. Понякога, доста по-рядко, се правят и спираловидни канелюри, които обикалят по ствола на колоната. В началото те са плитки, но с течение на времето увеличават дълбочината си.

## Стилове
При дорийския стил се изработват по 20 канелюра на колона, плътно един до друг, които се пресичат в остър ръб. Напречното им сечение представлява част от окръжност.
При йонийския стил при обработените канелюри се наблюдават доста разлики в сравнение с тези от дорийския. Тук те вече са 24, а увеличеният им брой прави колоните още по-стройни и визуално по-високи. Между тях се оставят малки отстояния за да се предпазят ръбовете от лесно отчупване. Плоскостите на тези отстояния съответстват на външната цилиндрична форма на колоната. Самите канелюри са по-дълбоки от дорийските и имат сечение на полуелипса. Долу завършват под прав ъгъл, а горе – в полуокръжност. Освен това канелюри се появяват и по базата на колоната.
При класическия стил всички колони са с канелюри, с изключение на тези от тосканския ордер. При руския класицизъм обаче, независимо от стила на колоните, не са правени канелюри. Това е така, защото за разлика от древния свят и Западна Европа, където колоните са мраморни или варовикови, в Русия най-често за тях се използват тухли и върху тях е много трудно да се издълбаят равни и здрави канелюри. В Санкт Петербург се срещат частично канелирани колони, при които канелюрите заемат само горната им част. На Невския проспект в Санкт Петербург обаче, е изградена грандиозната колонада на Казанския събор, съставена от 96 коринтски колони с канелюри, подредени в 4 реда.

## Приложение
Канелирането се прилага освен в архитектурата, и в декоративното изкуство, например при обработката на метални предмети, в керамиката, при изработката на мебели и други области.
- Ритон от Боровското съкровище с канелюри от 4 век пр.н.е.
- Немски шлем с канелюри
- Индо-персийски щит с канелюри
- Спираловидни канелюри по колони в Апамея, Сирия